# علی بندو علیا
علی بندو علیا یک روستا در ایران است که در دهستان چهارگنبد شهرستان سیرجان واقع شده‌است. علی بندو علیا ۳۵ نفر جمعیت دارد.